# Accademia del Cimento

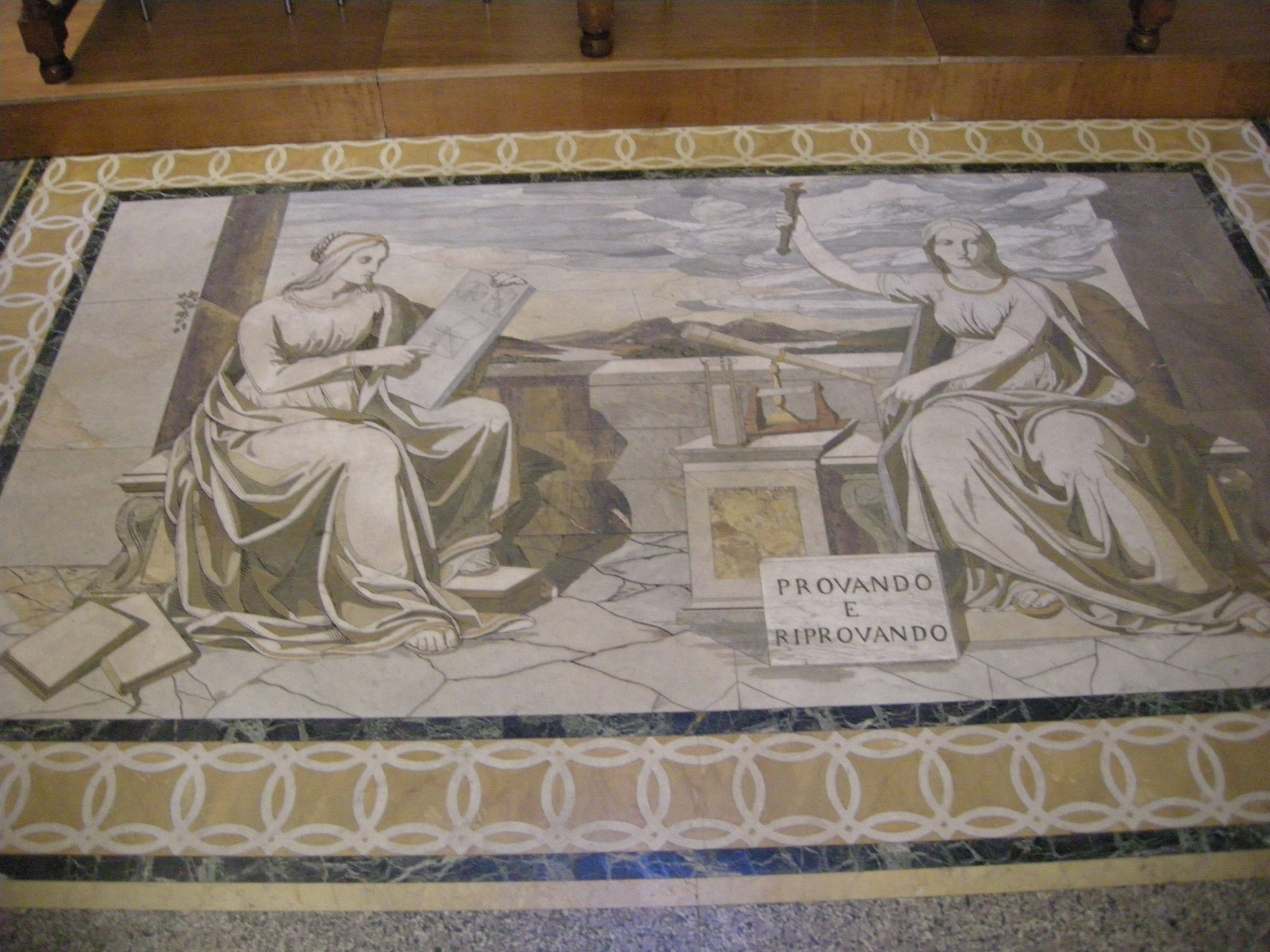
"Provando e riprovando", el lema de la Accademia representado en la Tribuna de Galileo

La Accademia del Cimento (en italiano significa "Academia del Experimento"), fue una de las primeras sociedades científicas, fundada en Florencia en 1657 por algunos estudiantes de Galileo como Giovanni Alfonso Borelli y Vincenzo Viviani, y que cesó su actividad una década más tarde. La fundación y los trabajos de la Academia fueron financiados por el Príncipe Leopoldo y el Gran Duque Fernando II de Médici. Las actividades de la sociedad incluían:
- Experimentación (acerca de prácticamente todo en este periodo temprano de la ciencia)
- Lucha contra la especulación acientífica
- Creación de instrumentos de laboratorio
- Estándares de medida
- Método – Provando e riprovando (Probando y volviendo a probar otra vez)
- La publicación "Saggi di naturali esperienze fatte nell'Academia del Cimento sotto la protezione del Serenissimo Principe Leopoldo di Toscan e descritte dal segretario di essa Accademia" impresa por primera vez en 1666, fue traducida al latín en 1731. Se convirtió en el manual de laboratorio estándar en el siglo XVIII.

## Visión general
El Cimento publicó un manual de experimentación que inició el desarrollo de la estandarización de procesos, instrumentos y medidas por toda Europa. Su lema Provando e riprovando puede ser traducido como "probando y probando otra vez" o como "experimentando y confirmando". Diferente de muchas otras sociedades científicas que se formaron en el siglo XVII, como la Accademia dei Lincei (fundada en 1603), la Royal Society de Londres (fundada en 1660), y la Academie Royale des Sciences (fundada en 1666), la Accademia del Cimento nunca estableció reglas para convertirse en un organismo formal. No había normas establecidas para convocar a los miembros de la sociedad, no se fijaban reuniones en el calendario y la sociedad nunca formalizó una estructura organizativa. En cambio, fue capaz de tejer un grupo de virtuosos bajo la dirección de sus patronos, el Príncipe Leopoldo de Toscana y el Gran Duque de Toscana Fernando II de Médicis, ambos hijos de Cosme II de Médici.
La sociedad sólo editó un manuscrito durante su existencia, Sagi di naturali esperienze fatte nell'Academia del Cimento sotto la protezione del Serenissimo Principe Leopoldo di Toscana e descritte dal segretario di essa Accademia; y todos los trabajos del manuscrito fueron publicados anónimamente. Esto significa que hay muy pocos registros reales de los trabajos de la sociedad. La carencia de fuentes históricas ha sido compensada por el hecho de que dieciséis volúmenes de escritos de la Accademia del Cimento fueron copiados en el siglo XVIII temprano por Giovanni Targioni-Tozzetti, bibliotecario ayudante de la Biblioteca Magliabecchi. Los manuscritos originales se perdieron. La historia de la sociedad sólo puede ser justamente valorada a través de la correspondencia y de los diarios de las personas asociadas con sus tareas. 
La Biblioteca Nacional de Florencia digitalizó recientemente todos estos documentos, que están disponibles en internet.

## Miembros
- Príncipe Leopoldo de Toscana – Considerado por muchos como el fundador de la Academia, el Príncipe Leopoldo era conocido por su interés en la astronomía.[5] Cuando fue nombrado Cardenal y trasladado a Roma en 1667, la Accademia del Cimento dejó de existir.
- Fernando II de Médici, Gran Duque de Toscana – Fernando era un influyente protector de Galileo, aficionado a relacionarse con científicos de renombre. Era conocido dentro de la sociedad por su interés en los experimentos de lo que ahora se denomina física.
- Giovanni Alfonso Borelli – Catedrático de Matemáticas en la Universidad de Pisa durante el período de la Accademia del Cimento, Borelli es el mejor conocido de sus miembros. Era famoso por su intolerancia a la crítica y su por su carácter discutidor. Se especula con que su forma de ser malhumorada pudo inducir a Leopoldo a la disolución final de la Academia. Borelli era también el único miembro que continuamente se opuso a fusionar su trabajo con el de los otros miembros de la Academia, y publicó extensamente trabajos bajo su propio nombre.[6]
- Candido y Paolo del Buono – No se sabe mucho de Candido, pero Paolo fue personalmente invitado por el Príncipe Leopoldo para ser miembro de la sociedad. Fue alumno (contemporáneo de Galileo) de Viviani. Estuvo al servicio de la Corte Polaca durante gran parte del período de existencia de la sociedad.
- Alessandro Marsili – Galileo pensaba que fue quien escribió una carta al Príncipe Leopoldo en 1640 alabándole, parece ser que para asegurarse su posición en la cátedra de filosofía de Pisa y su afiliación a la sociedad. No era del gusto de los otros miembros, siendo calificado de “podrido y mohoso peripatético” según Borelli en una carta a Paolo del Buono en 1657. El historiador W.E.Knowles Middelton sugiere que Marsili fue añadido al grupo para actuar como el simplón utilizado por Galileo en sus Diálogos sobre los dos máximos sistemas del mundo.
- Francesco Redi – A pesar de las cartas de Redi declarándose miembro de la Accademia del Cimento, no hay ninguna evidencia de otros miembros que lo corroboren.[7]
- Carlo Rinaldini – Primer lector de los trabajos de Galileo en la cátedra de Filosofía en Padua. Propuso un experimento sobre la difusión del calor, por lo que se le reclama como el descubridor de la convección del aire.[8]
- Nicolas Steno – Pionero de la anatomía, la paleontología, la geología, la estratigrafía, y la cristalografía, hizo observaciones y descubrimientos todavía reconocidos hoy. De familia luterana, se convirtió al catolicismo y más tarde fue obispo.
- Antonio Uliva – Libertino y totalmente indisciplinado, no existen registros de ninguna entrada suya contribuyendo a los experimentos de la sociedad. Fue arrestado por conducta escandalosa en Roma en 1667; tras lo que murió lanzándose por una ventana.[9]
- Vincenzo Viviani – Famoso erudito y estudiante de Galileo. Recibió ofertas de cargos con Luis XIV, Rey de Francia, y Juan II Casimiro de Polonia. Aceptó el puesto de matemático de la corte ofrecido por el Duque Fernando. Viviani tuvo la reputación de ser lento completando su trabajo.[10] Borelli y Viviani estaban considerados los miembros más brillantes de la sociedad, pero no se llevaban bien.[11]
- Secretario (1657–1660) Alessandro Segni – No hizo contribuciones comprobables a la Academia, pero al ser Cardenal Superintendente de la secretaría del Príncipe, se convirtió en el dueño de los papeles de la Academia. Sus herederos son los responsables de la pérdida de los originales.[12]
- Secretario (1660–1667) Lorenzo Magalotti – Autor principal de la única publicación de la Academia, el Saggi. Conocido por su meticulosa atención para el detalle y su creciente desinterés en el trabajo de la Academia, ambos factores contribuyeron al largo proceso de cinco años que llevó publicar el trabajo.

## Fundación
Dado que los trabajos de la Academia no fueron formalizados, no puede haber ninguna respuesta clara sobre la fecha exacta de la fundación del Cimento. Se ha sugerido que el Cimento era la organización formal de las reuniones mantenidas por el Príncipe Leopoldo en su estudio, y que la sociedad no existió, excepto cuando Leopoldo estaba presente. Middleton está de acuerdo en el énfasis global de que eran Leopoldo y Fernando quienes querían adquirir conocimientos, pero el caso es que la sociedad desarrolló sus experimentos según la curiosidad personal de cada miembro individual. No obstante, hay coincidencia con el El Istituto e Museo di Storia della Scienza de Florencia al señalar que la fecha de inicio se sitúa en 1657.

## Publicación

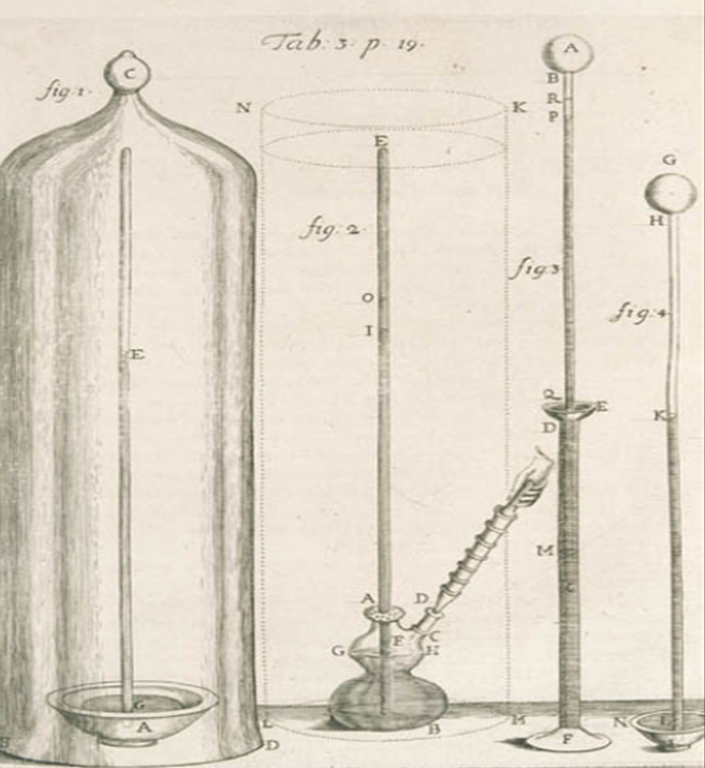
Instrumentos mostrados en el Saggi

La publicación principal del Cimento es el Saggi di naturali esperienze fatte nell'Academia del Cimento sotto la protezione del Serenissimo Principe Leopoldo di Toscan e descrittedal segretario di essa Accademia normalmente referido a como el Saggi. Este documento se ha denominado el manual de laboratorio del siglo XVIII. El manual fue publicado anónimamente y necesitó más de 6 años para ser escrito. La mayoría de los experimentos descritos en el Saggi fueron completados dentro de los primeros dos años del Cimento y el resto del tiempo el libro fue pasando revisiones sucesivas. Estas revisiones fueron propiciadas por el perfeccionismo de Magalotti y su creciente desinterés por los experimentos, agravado por el hecho de que el libro estaba escrito por un comité. Los estudios recientes muestran el impacto adverso de la cultura de mecenazgo y el deseo del Príncipe Leopoldo de ser conocidp como el patrón de la "ciencia nueva" con la publicación del documento. Otros estudios muestran la influencia que el proceso de Galileo tuvo sobre el Príncipe Leopoldo. Escribió a Magalotti y le informó de que el manuscrito debía ser enviado al Cardenal Ranucci y que "nada será imprimido contra sus deseos." Leopoldo incluso envió partes de los manuales al Papa para su aprobación. Boschiero argumenta que se dejaron fuera todos los experimentos astronómicos y las teorías avanzadas de por qué las cosas pasan en la naturaleza, recordando que las experiencias de observación de la naturaleza estuvieron condicionadas por la preocupación de Leopoldo de no ofender a la iglesia.
La primera parte del Saggi trata sobre los instrumentos altamente cuidados que el Cimento utilizó para realizar sus experimentos. La medida de los fenómenos físicos era un área nueva y esta sección del manual expuso qué propiedades físicas había que medir y cómo debían ser medidas para una gran variedad de disciplinas, incluyendo el calor (termómetro), la humedad (higrómetro), el tiempo (péndulo) etc.
El primer conjunto de experimentos describe cómo determinar la presión de aire con barómetros de mercurio. El segundo conjunto incluye el trabajo revisado hecho por Robert Boyle sobre la variación de la presión del aire y el vacío. El tercer conjunto está dedicado al enfriamiento artificial y el cuarto al enfriamiento natural. El quinto conjunto examina el efecto del calor y del frío en varios objetos. El sexto conjunto investiga la compresibilidad del agua mientras que la séptima serie cuestiona la idea de Aristóteles del estado natural del fuego al probar que el humo no asciende en el vacío. El octavo conjunto trata sobre el magnetismo y el noveno sobre la electricidad estática del ámbar. El décimo conjunto examina el color mientras que el undécimo investiga la velocidad del sonido. El duodécimo conjunto muestra las leyes de la caída de los cuerpos de Galileo, pero no se hicieron experimentos para probarlas.
El Saggi está repleto de dibujos de instrumentos de laboratorio con sus instrucciones de uso. Existe una traducción moderna del manual editada por Middelton, titulada: The Experimenters: A Study of the Accademia del Cimento.

## Final de la Accademia del Cimento
El Cimento nunca llegó a ser una institución. Fue siempre dependiente de las reglas y las órdenes de sus mecenas, Leopoldo y Fernando. A pesar de que se ha dicho que el Papa convirtió la disolución del Cimento en una condición para nombrar cardenal a Leopoldo, esto no ha sido probado. En cambio, parece que los miembros principales de la sociedad diseñaron los experimentos que interesaron a la mayoría de ellos con los mejores instrumentos disponibles costeados por sus patrones, lo que llevó a objetivos muy diferentes. Borelli, en particular, parecía cansado de tener que compartir sus esfuerzos para impulsar la sociedad con otros, lamentando que el trabajo cooperativo no dejase lugar para el reconocimiento individual. Al final, el Cimento fue más víctima del desvanecimiento que de la disgregación.

## El papel de las Sociedades en la Revolución Científica

### Experimentación
La Accademia del Cimento existió durante el periodo de la historia europea cuando se puede argumentar que se pusieron las bases de la ciencia moderna; un periodo a veces citado como la Revolución Científica. La utilización de la autoridad antigua y de la revelación divina como fuente definitiva de conocimiento fue reemplazada por la creencia de que el conocimiento de la naturaleza sólo podría ser obtenido a través de observaciones detalladas o experimentos artificiales. Si se lee el Saggi aisladamente, parecería que esta nueva ciencia experimental impregna el Cimento en cada actividad. El Saggi es el epítome de la nueva manera de hacer ciencia, concentrándose en los experimentos, con pequeños o ningún análisis o explicaciones de los resultados de los propios experimentos. Estudios recientes han sembrado dudas sobre la aceptación de los miembros de la sociedad de este método nuevo para adquirir conocimientos y determinar la verdad.
La élite intelectual del periodo moderno temprano se movía dentro de una sociedad consciente del valor del prestigio. En la parte superior de la jerarquía intelectual estaban los filósofos; las personas que utilizaban su capacidad de pensar y razonar para determinar cómo funciona el mundo. Las cátedras más prestigiosas en las universidades estuvieron destinadas a la filosofía y la teología, para personas que todavía no pensaban en términos matemáticos. El mundo de la utopía de Francis Bacon, descrito en su libro Nueva Atlántida describió la búsqueda de los filósofos naturales cuando expresó que “...El conocimiento de las causas, y los movimientos secretos de las cosas; y la ampliación de los límites del imperio humano, al efecto de todas las cosas posibles". Describió una sociedad gobernada por nueve niveles de creadores de conocimiento, y en el nivel superior de la organización estaban los Intérpretes de la Naturaleza, quienes realizarían “descubrimientos mediante experimentos con grandes observaciones, axiomas, y aforismos.”
La sociedad italiana del siglo XVII estuvo gobernada a través de la cultura del mecenazgo. En el libro Galileo, Courtier, Mario Biagioli argumenta que muchas de las acciones de Galileo, el científico italiano más famoso de su tiempo, estuvieron dictadas por el sistema de mecenazgo. Este sistema de patronazgo también influyó en las acciones y producción del Cimento. La familia Médicis había sido mucho tiempo seguidora de las artes y la cultura dentro de la sociedad florentina y quiso utilizar el Cimento para proyectar su poder y prestigio por toda Europa. Los miembros de la sociedad eran conscientes de esto y tuvieron la visión de que la publicación del Saggi traería "el aplauso merecido por el talento y la diligencia de estos señores [los académicos], y ante todo por la magnanimidad de Vuestra Alteza." Este prestigio sólo podía adquirirse si la sociedad estaba a la vanguardia de la ciencia "nueva", lo que significaba el énfasis en los experimentos y no en las causas.

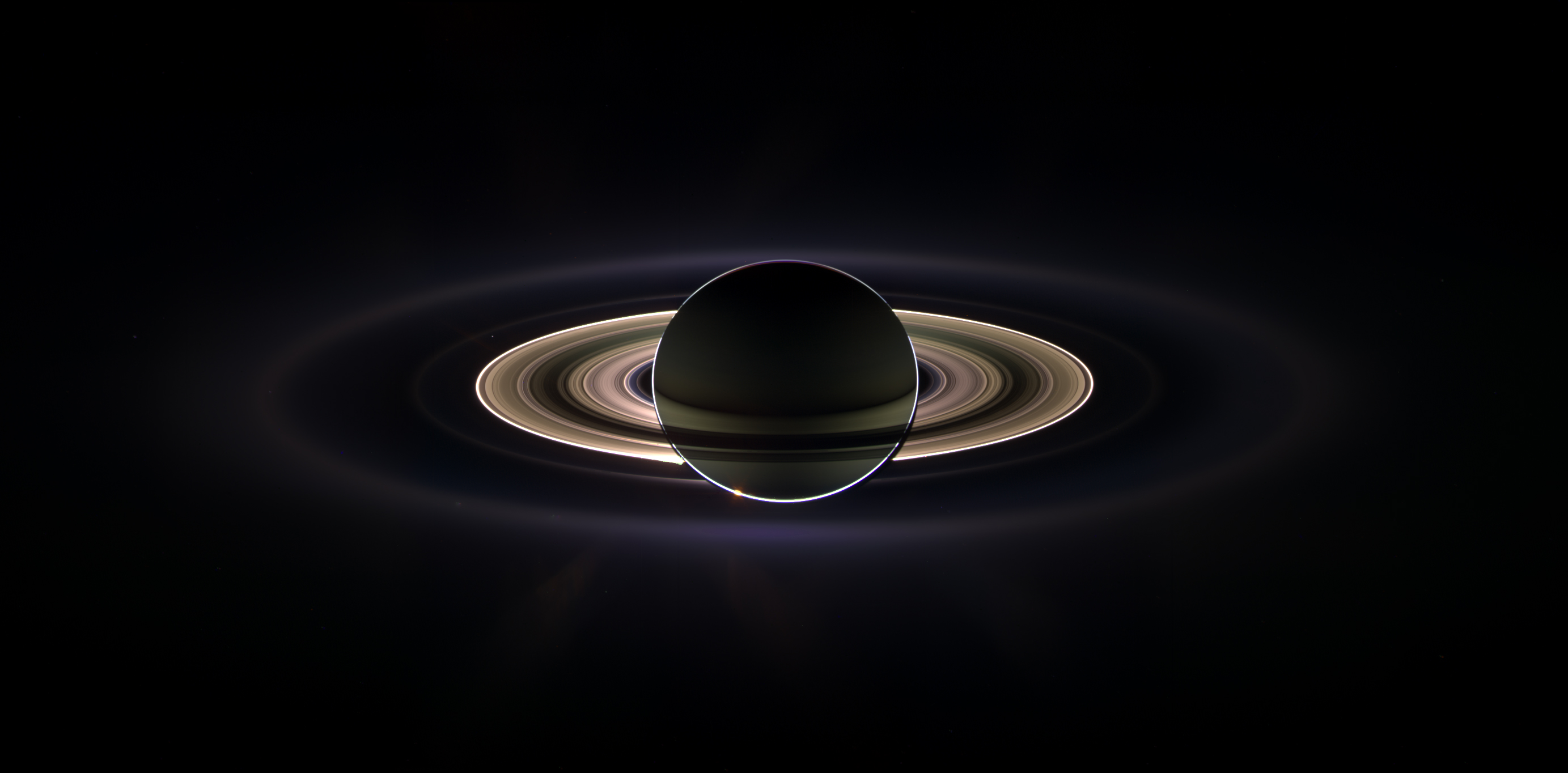
Anillos de Saturno: Foco del Cimento, pero nunca se publicó

Giorgio Strano argumenta que los miembros del Cimento, especialmente el alumnado de Galileo, continuó utilizando una aproximación deductiva a los textos antiguos para determinar su selección de experimentos y cómo los experimentos debían ser llevados a cabo. En un debate acerca del descubrimiento de Galileo de los anillos de Saturno estos miembros plantearon un experimento que demostraría que el descubrimiento de Galileo estaría validado por la teoría de Christiaan Huygens. No sólo este experimento nunca fue publicado. Todas las referencias de los miembros motivadas por un deseo de determinar las causas de la naturaleza quedaban fuera de los trabajos publicados. El deseo del patrón de obtener una posición en la sociedad se superpuso al deseo de sus miembros para pensar como Filósofos de Historia Natural. Así, el sistema de patronazgo del Cimento estaba detrás del mito de que la sociedad estaba exclusivamente preocupada con la experimentación, cuando la realidad muestra un cuadro diferente. Cuando el Cimento decidió hacer público su trabajo a sus colegas europeos, se hizo con una práctica experimental desprovista de un soporte teórico.

### Medicina moderna temprana
Los procedimientos experimentales iniciados por uno de los miembros del Cimento cruzaron las fronteras entre la física-matemática y las disciplinas médico-anatómicas, y pueden ser utilizados como punto de partida en la investigación de los modernos métodos experimentales, como las pruebas de contraste.
Francesco Redi discrepó continuamente con Athanasius Kircher acerca de la manera apropiada de conducir los experimentos. En un caso, Kircher dejó un trozo de carne expuesta al aire abierto. Después de unos cuantos días aparecieron gusanos y Kircher dedujo que los gusanos se habían generado espontáneamente. Redi desarrolló pruebas paralelas donde tomó carne del mismo animal y dejó algunos trozos expuestos al aire; también expuestos al aire, pero cubiertos de forma que las moscas no pudieran posarse encima; y otros debajo de una cubierta de vidrio. Sólo la carne que estuvo expuesta a las moscas generó gusanos.
En otro experimento acerca de la eficacia de las "piedras de serpiente" (un remedio tradicional contra las picaduras de las víboras) Kircher leyó las cartas de otro jesuita en las que se afirmaba que dichas piedras podrían contrarrestar el efecto del veneno. Kircher envenenó un perro, colocó una piedra de serpiente en la herida y el perro se recuperó. Por tanto, según Kircher, el remedio funcionó. Redi, por otro lado, realizó muchas pruebas utilizando animales diferentes y venenos distintos; y encontró que las piedras de serpiente no siempre funcionaban. El historiador Meli cree que la investigación más antigua con este tipo de experimentos objeto de difusión puede mostrar al Cimento y sus miembros como pioneros en la creación de protocolos de experimentación médica.

### República de las letras
Desde el siglo XV y a lo largo de la Edad de la Ilustración, los intelectuales de Europa formaron una red de intercambio de conocimiento a través de la escritura, compartiendo cartas y panfletos. Esta etapa es conocida como la República de las Letras. Las sociedades científicas en el siglo XVII y sus miembros eran protagonistas importantes de esta red. Uno de los colaboradores más famosos de esta "República" era Henry Oldenburg, el secretario de la Royal Society de Londres. Oldenburg puso las bases para el intercambio de información e ideas entre sociedades científicas e institucionalizó este intercambio de ideas con la publicación de las Transacciones Filosóficas en 1665. Robert Southwell, un amigo de Robert Boyle, puso en conocimiento de Boyle y de Oldenburg la existencia del Cimento, después de que asistió a una reunión de esta sociedad cuando viajó a Roma en 1660. A pesar de que Oldenburg intentó continuamente establecer contactos consistentes con la sociedad, no dieron fruto. Aun así, Lorenzo Magalotti hizo un viaje especial a Londres para presentar a la Royal Society una copia del Saggi. Se ha argumentado que la razón de la falta de correspondencia fue debida a que Robert Boyle era sensible a que otros se apropiasen de sus ideas y vio en el Cimento un competidor directo en prioridad y alcance. La posibilidad de tener dos sociedades prestigiosas colaborando nunca se llevó a la práctica.